# Хумано друштво Кића
Хумано друштво Кића основано је септембра 1933. године у Београду, од стране запослених у Државној штампарији. Друштво је добило име по свом пријатељу Витомиру Гавриловићу Кићи, који је преминуо 2. јула 1933. године и из жеље оснивача да на тај начин сачувају успомену на њега. Иницијативу за оснивање овог друштва дао је Властимир Будимировић, бивши управник Државне штампарије. Циљ друштва био је да издаје новчану помоћ у случају смрти редовних чланова и да помаже њиховим породицама, уколико би то било потребно. Сем тога, друштво је радило на томе да сваке године опскрби одећом и обућом што више сиромашне деце својих умрлих и незапослених чланова. Друштво је славило Св. Ћирила и Методија, што је уједно била слава и Државне штампарије.
Друштво је имало велики број чланова и његов рад је био плодан, успевало је да свеке године обрадује много деце и нађе се онима који су се нашли у невољи. Хумано друштво Кића се издржавало искључиво од чланарина и добровољних прилога и није имало никакву другу помоћ са стране.